# Sultanat Aïr
Das Sultanat Aïr (auch Asben) ist ein im 15. Jahrhundert gegründetes Sultanat, das früher ein Territorium von der Größenordnung Bayerns im Norden der heutigen Republik Niger kontrollierte. Seine Hauptstadt ist Agadez. Es spielte früher eine bedeutende Rolle im Trans-Sahara-Handel. Heute hat der Sultan nur noch repräsentative Funktionen.

## Lage und Ausdehnung
Das historische Staatsgebiet des Sultanats Aïr erstreckte sich zwischen dem 15. und 20. nördlichen Breitengrad von der Stadt Agadez im Süden bis zur Stadt Tintellust im Norden auf einer Fläche von ca. 250 km (Ost-West) × 300 km (Nord-Süd). Damit umfasste es den Großteil des Aïr-Massivs. Berichten zufolge dauerte eine Nord-Süd-Durchquerung des Reiches sieben Tage.

## Geschichte
Die Hauptstadt des Sultanats, Agadez, wurde der Überlieferung nach 1449 von Berbern gegründet. Aus dieser Zeit datiert der Sultanspalast von Agadez. Etwa 50 Jahre später geriet das Gebiet unter die Herrschaft des Songhaireiches. In dieser Zeit hatte die Stadt etwa 30.000 Einwohner und entwickelte sich zu einem unumgehbaren Zwischenstopp für Karawanen auf den Routen zwischen Timbuktu und Kano einerseits sowie zwischen den Hausastaaten und den Oasen von Ghat und Ghadames (im Norden der Wüste) andererseits. Dadurch bedingt erfuhr der gesamte Landstrich eine Blütezeit, welche mit der Eroberung des Songhaireiches durch Marokko im Jahre 1591 endete.
In der Folgezeit geriet Agadez und das gesamte Sultanat unter die Kontrolle der Tuareg. Bedingt durch das Wohlstandspotential der Region entwickelte sich auf dem Gebiet des Sultanats eine Art Stämmeföderation. In dieser Zeit ging die Bevölkerung von Agadez deutlich zurück. Um das Jahr 1850 sprechen Reiseberichte von nur noch 8000 Einwohnern.
Die ersten neuzeitlich-europäischen Besucher im Sultanat Aïr waren zwei Franziskaner (OFM), die als Missionare unterwegs waren. Im Jahre 1850 erreichte der deutsche Afrikaforscher Heinrich Barth das Gebiet und machte es nach seiner Rückkehr in Europa durch eine erste wissenschaftliche Beschreibung seiner Geographie und Geschichte bekannt.
Um das Jahr 1900 geriet das Sultanat unter die Kontrolle Frankreichs, welches im Zuge seiner Kolonialpolitik von Algerien und Senegambien aus nach Süden und Westen expandierte. Seitdem hat der Sultan von Aïr de facto nur noch repräsentative und beratende Funktion, aber keine wirkliche politische Macht mehr, was sich auch mit der Gründung der Republik Niger nicht veränderte.

## Politik
Staatsoberhaupt von Aïr war der in Agadez residierende Sultan. Er hatte keine absolute Macht, denn er wurde von Vertretern der regierten Tuareg-Stämme gewählt, allerdings immer aus der gleichen Sippe, von welcher man glaubte, sie stamme aus Istanbul.
Die Herrscherhäuser von Aïr pflegten Kontakte zu Kanem-Bornu.

## Wirtschaft
Das Sultanat Aïr profitierte vor allem von den Karawanen, die auf ihren Wegen von Subsahara-Afrika nach Algerien und Fessan das Land durchquerten, dort Rast einlegten und Proviant aufstockten.
Daneben berichtete Heinrich Barth auch von fruchtbaren Tälern und Oasen, welche Grundlage einer extensiven Landwirtschaft waren. Neben Palmen wurden Feigen, Getreide und Tropenfrüchte kultiviert. Daneben fand sicherlich auch Viehhaltung statt. Barth nennt zudem eine reichhaltige Fauna (Antilopen, Hasen, Schweine, Affen, Schakale), so dass Jagdmöglichkeiten bestanden.
Von der Stadt Agadez wird die Produktion von Lederwaren und ein ausgeprägtes Holzhandwerk berichtet.
Die Stadt Tintellust galt um 1850 als wichtigste Stadt des Reiches, obwohl die politische Macht in Agadez konzentriert war.